# William A. Shear
William A. Shear (né en 1942) est un entomologiste américain, professeur émérite à l'Hampden–Sydney College (en), en Virginie. Il s'est spécialisé dans les araignées et les myriapodes et a publié plus de 100 articles scientifiques principalement consacrés à la taxonomie des opilions et des mille-pattes.